# Lijst van voetbalinterlands Angola - Togo
Deze lijst van voetbalinterlands is een overzicht van alle officiële voetbalwedstrijden tussen de nationale teams van Angola en Togo. De landen speelden tot op heden zeven keer tegen elkaar. De eerste ontmoeting, een kwalificatiewedstrijd voor het Wereldkampioenschap voetbal 1994, vond plaats op 28 februari 1993 in Lomé. Het laatste duel, een vriendschappelijke wedstrijd, werd gespeeld in Lissabon (Portugal) op 12 augustus 2009.

## Wedstrijden
| № | Plaats   | Datum            | Competitie           | Wedstrijd     | Uitslag |
| - | -------- | ---------------- | -------------------- | ------------- | ------- |
| 1 | Lomé     | 28 februari 1993 | WK 1994 kwalificatie | Togo − Angola | 0 − 1   |
| 2 | Luanda   | 6 april 1997     | WK 1998 kwalificatie | Angola − Togo | 3 − 1   |
| 3 | Lomé     | 17 augustus 1997 | WK 1998 kwalificatie | Togo − Angola | 1 − 1   |
| 4 | Lomé     | 11 maart 2001    | WK 2002 kwalificatie | Togo − Angola | 1 − 1   |
| 5 | Luanda   | 29 juli 2001     | WK 2002 kwalificatie | Angola − Togo | 1 − 1   |
| 6 | Caïro    | 29 januari 2006  | Afrika Cup 2006      | Angola − Togo | 3 − 2   |
| 7 | Lissabon | 12 augustus 2009 | Vriendschappelijk    | Togo − Angola | 0 − 2   |

## Samenvatting
| Competitie        | Totaal gespeeld | Winst Angola | Gelijk | Winst Togo | Doelsaldo Angola – Togo |
| ----------------- | --------------- | ------------ | ------ | ---------- | ----------------------- |
| WK-kwalificatie   | 5               | 2            | 3      | 0          | 7 − 4                   |
| Afrika Cup        | 1               | 1            | 0      | 0          | 3 − 2                   |
| Vriendschappelijk | 1               | 1            | 0      | 0          | 2 − 0                   |
| Totaal            | 7               | 4            | 3      | 0          | 12 − 6                  |

Wedstrijden bepaald door strafschoppen worden, in lijn met de FIFA, als een gelijkspel gerekend.
FAF · A-internationals · Bondscoaches · Statistieken · Angolees vrouwenelftal · Olympisch elftal · Angola U21 · Angola U20 · Angola U19 · Angola U18 · Angola U17
1980 – 1989 · 
1990 – 1999 · 
2000 – 2009 · 
2010 – 2019 ·
2020 − 2029
WK 2006
1977 · 
1978 · 1979 · 
1980 · 
1981 · 
1982 · 
1983 · 
1984 · 
1985 · 
1986 · 
1987 · 
1988 · 
1989 · 
1990 · 
1991 · 
1992 · 
1993 · 
1994 · 
1995 · 
1996 · 
1997 · 
1998 · 
1999 · 
2000 · 
2001 · 
2002 · 
2003 · 
2004 · 
2005 · 
2006 · 
2007 · 
2008 · 
2009 · 
2010 · 
2011 · 
2012 · 
2013 · 
2014 ·
2015 ·
2016 ·
2017 ·
2018 ·
2019 ·
2020 ·
2021 ·
2022 ·
2023 ·
2024
Algerije ·
Argentinië ·
Bahrein ·
Benin ·
Botswana ·
Burkina Faso ·
Burundi ·
Centraal-Afrikaanse Republiek ·
Comoren ·
Congo-Brazzaville ·
Congo-Kinshasa ·
Cuba ·
Egypte ·
Equatoriaal-Guinea ·
Eritrea ·
Estland ·
Ethiopië ·
Gabon ·
Gambia ·
Ghana ·
Guinee ·
Guinee-Bissau ·
Iran ·
Ivoorkust ·
Japan ·
Kaapverdië ·
Kameroen ·
Kenia ·
Lesotho ·
Letland ·
Liberia ·
Libië ·
Madagaskar ·
Malawi ·
Mali ·
Malta ·
Marokko ·
Mauritanië ·
Mauritius ·
Mexico ·
Mozambique ·
Namibië ·
Niger ·
Nigeria ·
Noord-Macedonië ·
Oeganda ·
Portugal ·
Rwanda ·
Sao Tomé en Principe ·
Saoedi-Arabië ·
Senegal ·
Seychellen ·
Sierra Leone ·
Soedan ·
Swaziland ·
Tanzania ·
Togo ·
Tsjaad ·
Tunesië ·
Turkije ·
Uruguay ·
Venezuela ·
Verenigde Arabische Emiraten ·
Zaïre ·
Zambia ·
Zimbabwe ·
Zuid-Afrika ·
Zuid-Korea
Iran (2006) ·
Mexico (2006) ·
Portugal (2006)
FTF · Selecties · Togolees vrouwenelftal
1950 – 1959 · 
1960 – 1969 · 
1970 – 1979 · 
1980 – 1989 · 
1990 – 1999 · 
2000 – 2009 · 
2010 – 2019 ·
2020 − 2029
WK 2006
Algerije ·
Angola ·
Bahrein ·
Benin ·
Botswana ·
Bukina Faso ·
Centraal-Afrikaanse Republiek ·
Chili ·
Comoren ·
Congo-Bazzaville ·
Congo-Kinshasa ·
Denemarken ·
Djibouti ·
Egypte ·
Equatoriaal-Guinea ·
Ethiopië ·
Frankrijk ·
Gabon ·
Gambia ·
Ghana ·
Guinee ·
Guinee-Bissau ·
Iran ·
Ivoorkust ·
Japan ·
Kaapverdië ·
Kameroen ·
Kenia ·
Lesotho ·
Liberia ·
Libië ·
Liechtenstein ·
Luxemburg ·
Madagaskar ·
Malawi ·
Mali ·
Marokko ·
Mauritanië ·
Mauritius ·
Mozambique ·
Namibië ·
Niger ·
Nigeria ·
Oeganda ·
Oman ·
Paraguay ·
Rwanda ·
Sao Tomé en Principe ·
Saoedi-Arabië ·
Senegal ·
Sierra Leone ·
Soedan ·
Swaziland ·
Tsjaad ·
Tunesië ·
Verenigde Arabische Emiraten ·
Zambia ·
Zimbabwe ·
Zuid-Korea ·
Zuid-Soedan ·
Zwitserland
Frankrijk (2006) · 
Zuid-Korea (2006) · 
Zwitserland (2006)